# Саранди (Парана)
Саранди (порт. Sarandi) — муниципалитет в Бразилии, входит в штат Парана. Составная часть мезорегиона Северо-центральная часть штата Парана. Находится в составе крупной городской агломерации Маринга. Входит в экономико-статистический микрорегион Маринга. Население составляет 88 747 человек на 2006 год. Занимает площадь 103,226 км². Плотность населения — 859,7 чел./км².

## История
Город основан 14 октября 1981 года. 

## Статистика
- Валовой внутренний продукт на 2003 год составляет 300 340 452,00 реалов (данные: Бразильский институт географии и статистики).
- Валовой внутренний продукт на душу населения на 2003 год составляет 3716,99 реалов (данные: Бразильский институт географии и статистики).
- Индекс развития человеческого потенциала на 2000 год составляет 0,768 (данные: Программа развития ООН).

## География
Климат местности: субтропический.